# أسايس (إقليم الصويرة)
أسايس (بالإنجليزية: ASSAIS)‏ هي جماعة قروية تابعة لإقليم الصويرة ضمن جهة مراكش أسفي بالمغرب. بلغ مجموع عدد سكان  أسايس حسب إحصاءات 2004 حوالي نسمة 7603 يعيشون في 1321 أسرة.